# خوارزمية فلويد-مارشل
خوارزمية فلويد-مارشل
في علوم الحاسب، خوارزمية فلويد-مارشل تستخدم لإيجاد أقصر طريق في رسم بياني موزون مع حدود موجبة أو سالبة الوزن (ولكن بدون دائرة سالبة). عندما استخدام الخوارزمية، سوف تجد نتيجة مجموع أوزان الأطوال لأقصر لطريق بين رؤوس الرسم البياني.
هذه الخوارزمية لا تعطي تفاصيل الطريق ولكن يمكن أن تعيد إنشاء الطريق باستخدام تعديلات من الخوارزمية. 

## التاريخ والتسمية
خوارزمية فلويد-مارشل هي مثال على البرمجة الديناميكية. الاسم مقتبس من روبرت فلويد في 1962 ولاحقا انضم ستيفن ورشيل لوجود الإغلاق المتعدد للرسم.
الخورامية تسمى أيضًا: خوارزمية فلويد، خوارزمية روي ورشل، خوارزمية روي فلويد.

## الخوارزمية
الخوارزمية تقارن جميع الطرق الممكنة في رسمة. يكون من خلال مقارنة في رسمة.

السودو كود لهذه الخوارزمية هو كالتالي:
```
1
 
let
 
dist
 
be
 
a
 
|
V
|
 
×
 
|
V
|
 
array
 
of
 
minimum
 
distances
 
initialized
 
to
 
∞
 
(
infinity
)

2
 
for
 
each
 
edge
 
(
u
,
v
)

3
    
dist
[
u
][
v
]
 
←
 
w
(
u
,
v
)
  
//
 
the
 
weight
 
of
 
the
 
edge
 
(
u
,
v
)

4
 
for
 
each
 
vertex
 
v

5
    
dist
[
v
][
v
]
 
←
 
0

6
 
for
 
k
 
from
 
1
 
to
 
|
V
|

7
    
for
 
i
 
from
 
1
 
to
 
|
V
|

8
       
for
 
j
 
from
 
1
 
to
 
|
V
|

9
          
if
 
dist
[
i
][
j
]
 
>
 
dist
[
i
][
k
]
 
+
 
dist
[
k
][
j
]
 

10
             
dist
[
i
][
j
]
 
←
 
dist
[
i
][
k
]
 
+
 
dist
[
k
][
j
]

11
         
end
 
if

```

## الاستعمالات والتطبيقات
إيجاد أقصر طريق في رسمة مباشرة (Directed graph)
الإغلاق المتعدد للرسمة المباشرة (Transitive closure of directed graph)
إيجاد التعبير النمطي في لغة اعتيادية
انعاكس المصفوفات الحقيقي